# SN 1992E
SN 1992E – supernowa typu Ia odkryta 27 stycznia 1992 roku w galaktyce A063517-5956. W momencie odkrycia miała maksymalną jasność 20,00m.